# Wordie Bay
Die Wordie Bay ist eine Bucht an der Fallières-Küste des Grahamlands auf der Antarktischen Halbinsel. Sie liegt zwischen dem Kap Berteaux und Mount Guernsey westlich der Überreste des Wordie-Schelfeises.
Das UK Antarctic Place-Names Committee benannte sie 1999 in Anlehnung an die Benennung des gleichnamigen Schelfeises. Dessen Namensgeber ist der britische Polarforscher und Geologe James Wordie (1889–1962).